# Zezé Di Camargo & Luciano (álbum de 1994)
Zezé Di Camargo & Luciano é o quinto álbum de estúdio da dupla brasileira de música sertaneja Zezé Di Camargo & Luciano, lançado em 1994, chegando a 1.000.000 de cópias em todo o Brasil e conquistando um disco de diamante.
A canção "Foi a Primeira Vez" fez parte da trilha nacional da novela Cara & Coroa, exibida pela Rede Globo entre 1995 e 1996.

## Lista de faixas
| Zezé Di Camargo & Luciano – LP |                                     |                                        |         |  |
| N.º                            | Título                              | Compositor(es)                         | Duração |  |
| 1.                             | "Salva Meu Coração"                 | Zezé Di Camargo                        | 3:44    |  |
| 2.                             | "A Gente Fica Sem Se Amar"          | Carlos Randall Danimar                 | 3:53    |  |
| 3.                             | "Depois que Você Matar Meu Coração" | César Augusto                          | 4:07    |  |
| 4.                             | "Te Amar Assim"                     | Di Camargo Wellington Camargo          | 3:51    |  |
| 5.                             | "Por Amor Te Deixo Ir"              | Joel Marques                           | 3:05    |  |
| 6.                             | "Bandido com Razão"                 | Di Camargo                             | 4:08    |  |
| 7.                             | "Foi a Primeira Vez"                | Augusto Piska                          | 4:15    |  |
| 8.                             | "Você Vai Ver"                      | Elias Muniz Carlos Colla               | 3:57    |  |
| 9.                             | "Vem Cuidar de Mim"                 | Di Camargo                             | 3:55    |  |
| 10.                            | "Sintonizo o Coração"               | Tivas Danimar Carlos Randall           | 3:16    |  |
| 11.                            | "Madrugada em Meu Olhar"            | Augusto Di Camargo Fernando            | 3:43    |  |
| 12.                            | "Tente Outra Vez"                   | Raul Seixas Paulo Coelho Marcelo Motta | 3:37    |  |
| Duração total:                 | Duração total:                      | Duração total:                         | 45:47   |  |

| Zezé Di Camargo & Luciano – Faixa bônus da edição em K7 e CD |                              |                            |         |  |
| N.º                                                          | Título                       | Compositor(es)             | Duração |  |
| 13.                                                          | "Como Um Anjo" (bônus track) | Lucas Robles Roberto Merli | 3:35    |  |
| Duração total:                                               | Duração total:               | Duração total:             | 49:22   |  |

## Certificações
| Brasil (ABPD)                             | Diamante | 1994 | 1.000.000* |
| *número de vendas baseado na certificação |          |      |            |